# الصفاء (العدين)

تعديل مصدري - تعديل

الصفاء محلة تابعة لقرية ثعوب، التابعة لعزلة خباز بمديرية العدين إحدى مديريات محافظة إب في الجمهورية اليمنية.، بلغ تعداد سكانها 111 حسب تعداد اليمن لعام 2004.